# Once in Royal David’s City

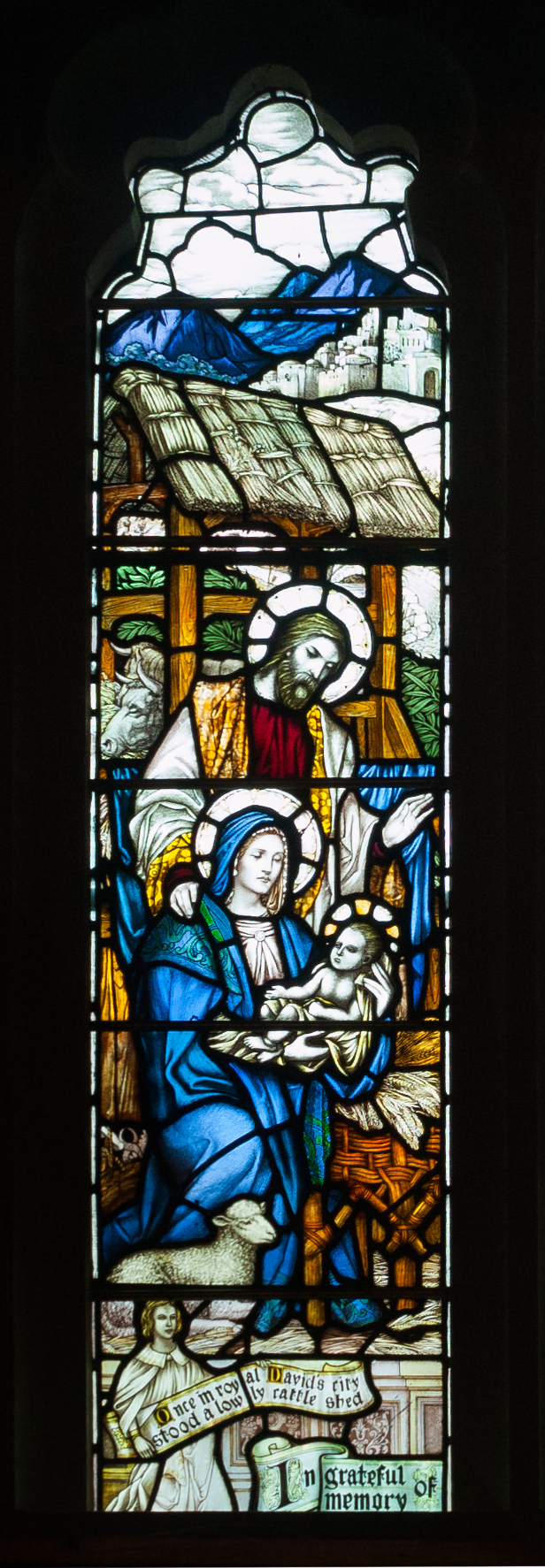
Cecil F. Alexander und diesem Weihnachtslied gewidmete Glasmalerei in der Kathedrale von Derry

Once in Royal David’s City (englisch für „Einst in König Davids Stadt“) ist ein englisches Weihnachtslied. Den Text veröffentlichte im Jahr 1848 Cecil Humphreys, die 1850 als Cecil Frances Alexander die Frau des anglikanischen Geistlichen und späteren Bischofs William Alexander wurde. Die Melodie schrieb Henry John Gauntlett 1849.

## Geschichte

### Ursprünge
Once in Royal David’s City wurde erstmals 1848 im Gesangbuch Hymns for little Children von Cecil Humphreys veröffentlicht. Ein Jahr später entdeckte Henry John Gauntlett das Gedicht und schrieb die Melodie dazu.

### Festival of Nine Lessons and Carols
Seit 1919 eröffnet die Kapelle von King’s College (Cambridge) ihren Gottesdienst am Heiligabend, das Festival of Nine Lessons and Carols, mit „Once in Royal David’s City“ als Eingangslied, um die Prozession zu begleiten. Die erste Strophe wird von einem Mitglied des Choir of King’s Chapel als Solo gesungen. Die zweite Strophe wird vom Chor gesungen, und ab der dritten Strophe singt auch die Gemeinde mit. Abgesehen von der ersten Strophe wird das Lied von der Orgel begleitet. Millionen von Zuhörern verfolgen im Rundfunk die Live-Übertragung dieser Weihnachts-Andacht mit.

## Inhalt
Die Stadt (engl.: city), die im Lied erwähnt wird, ist Bethlehem, wo dem Neuen Testament zufolge Jesus Christus und sein Vorfahr David geboren wurden. Die ersten beiden Strophen erzählen von Krippe und Stall gemäß der lukanischen Geburtsgeschichte.
Das Lied war ursprünglich für Kinder bestimmt. Es stellt, vor allem in der dritten Strophe, allen Kindern das göttliche Kind Jesus als Vorbild der Sanftmut und des Gehorsams gegenüber den Eltern dar. In der vierten Strophe wird betont, dass er Freude und Leid aller Kinder teilte. Die fünfte und sechste Strophe richten den Blick auf die himmlische Herrlichkeit, zu der das Kind von Bethlehem alle Gotteskinder führen werde.

## Text und Melodie
Once in royal David’s city

Stood a lowly cattle shed,

Where a mother laid her baby

In a manger for His bed:

Mary was that mother mild,

Jesus Christ her little child.

He came down to earth from heaven,

Who is God and Lord of all,

And His shelter was a stable,

And His cradle was a stall;

With the poor, and mean, and lowly,

Lived on earth our Savior holy.

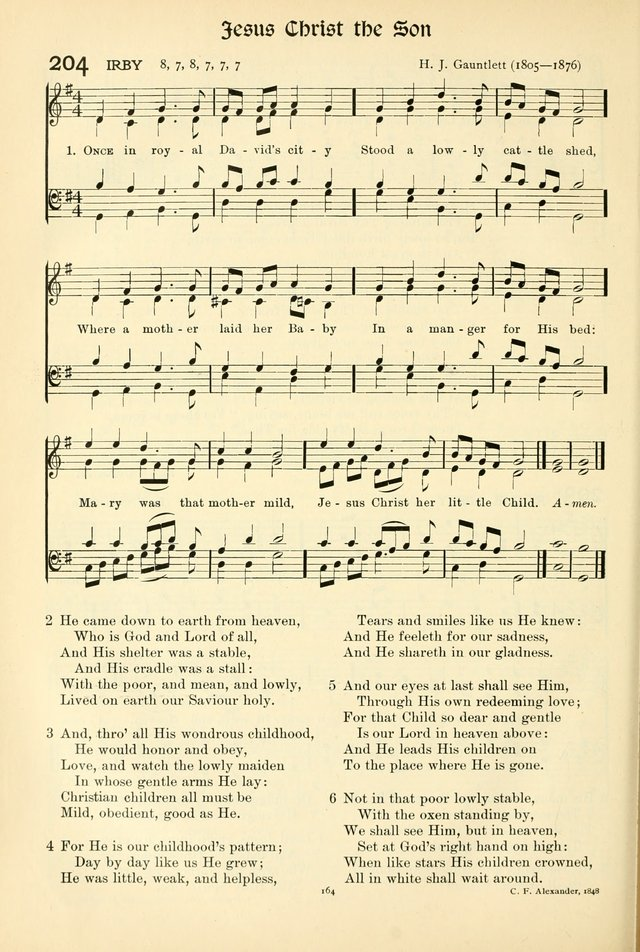
Once In Royal David’s City (Druckfassung 1897)

And through all His wondrous childhood

He would honor and obey,

Love and watch the lowly Maiden,

In whose gentle arms He lay:

Christian children all must be

Mild, obedient, good as He.

For He is our childhood’s pattern;

Day by day, like us He grew;

He was little, weak and helpless,

Tears and smiles like us He knew;

And He feeleth for our sadness,

And He shareth in our gladness.

And our eyes at last shall see Him,

Through His own redeeming love;

For that Child so dear and gentle

Is our Lord in heaven above,

And He leads His children on

To the place where He is gone.

Not in that poor lowly stable,

With the oxen standing by,

We shall see Him; but in heaven,

Set at God’s right hand on high;

Where like stars His children crowned

All in white shall wait around.
1. ↑  Oder: Jesus is our childhood’s pattern
2. ↑  Oder: When like stars His children crown’d

## Aufnahmen
Aufnahmen dieses Liedes existieren in Interpretationen vom King’s College Choir, Cantillation Sinfonia Australis, Jane Sheldon, Mormon Tabernacle Choir und Popsänger Sufjan Stevens auf seinem Sammelalbum Songs for Christmas.
Das Weihnachtslied war die erste Aufnahme des King’s College Choir überhaupt unter der Leitung von Boris Ord für EMI 1948.